# Prenantia spectrum
Prenantia spectrum is een mosdiertjessoort uit de familie van de Smittinidae. De wetenschappelijke naam van de soort is voor het eerst geldig gepubliceerd in 1882 door Jullien.